# Tamori
Tamori (タモリ), de son vrai nom Kazuyoshi Morita (森田 一義, Morita Kazuyoshi, né le 22 août 1945 à Fukuoka) est un humoriste et présentateur de télévision japonais, remarqué pour son port permanent de lunettes noires, y compris lors d'interprétation de rôles dans des pièces de théâtre historiques. 

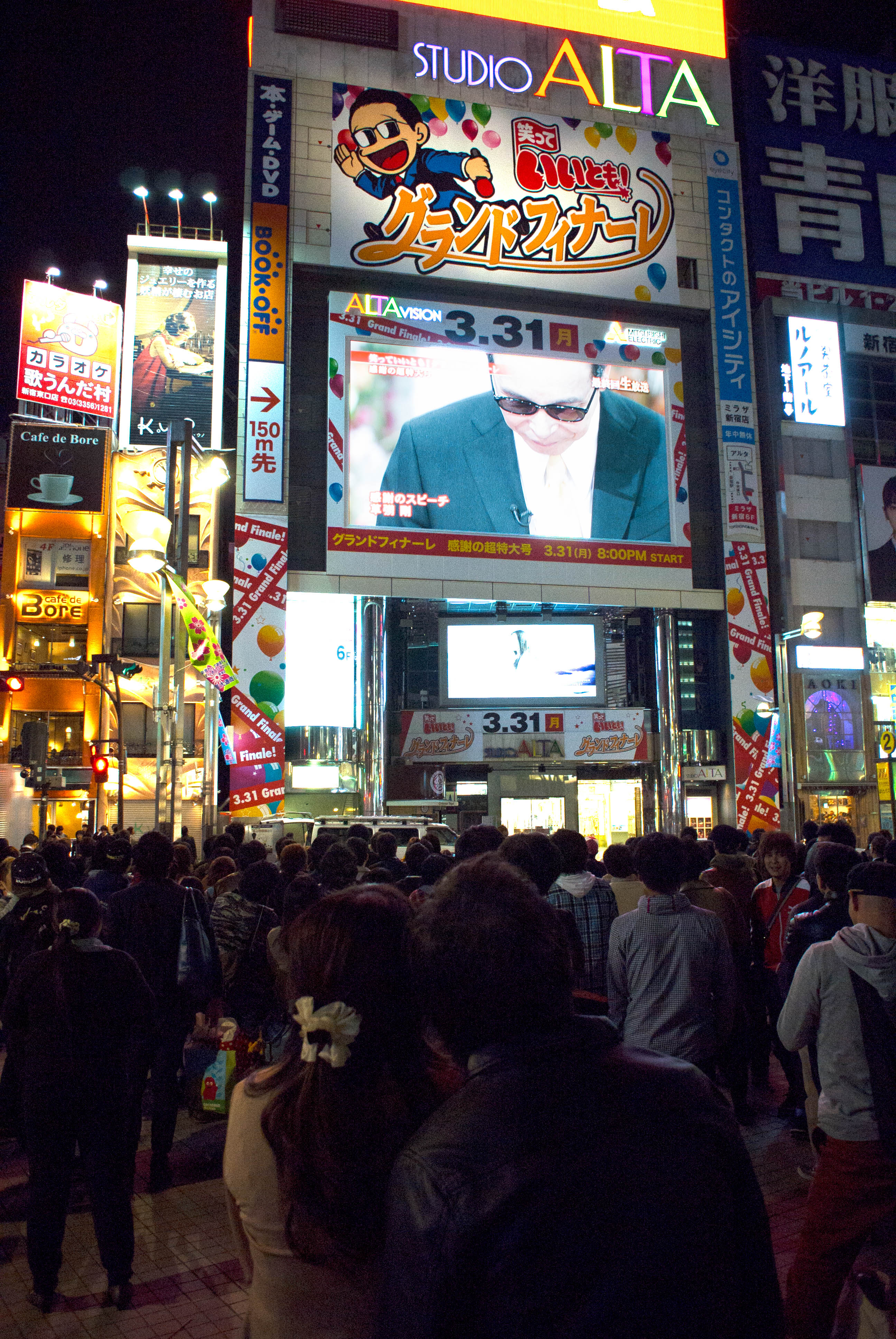
Tamori sur un écran géant lors de l'émission finale de Waratte Iitomo, Shinjuku Studio Alta, 31 mars 2014.

Il anime les émissions de télévision Waratte iitomo! depuis 1982 et Music Station.
Tamori a annoncé l'arrêt de son émission Waratte iitomo! pour mars 2014 après 32 ans d'antenne.

## Filmographie
- 2000 : Tales of the Unusual (Yo nimo Kimyō na Monogatari), film à sketches, segment « Le conteur »